# Jezioro dimiktyczne
Jezioro dimiktyczne – jezioro, którego wody dwukrotnie w ciągu roku (wiosną i jesienią) osiągają jednakową temperaturę w całym słupie wody, dzięki czemu ulegają całkowitemu mieszaniu, natomiast w trakcie lata są stratyfikowane, zaś zimą odwrotnie stratyfikowane. W strefie klimatu umiarkowanego jest to najliczniej reprezentowany typ miktyczny jezior, często spotykane są także w strefie subtropikalnej na terenach położonych na większych wysokościach nad poziomem morza.